# Завады (гмина)
Зава́ды (пол. Zawady) — сельская гмина (волость) в Польше, входит как административная единица в Белостокский повет Подляского воеводства. Население — 2903 человек (на 2011 год). Административный центр гмины — деревня Завады.

## Демография
Данные по переписи 2011 года:
| Перепись            | Всего | Мужчины | Женщины |
| ------------------- | ----- | ------- | ------- |
| Всего               | 2903  | 1491    | 1412    |
| Городское население | 0     | 0       | 0       |
| Сельское население  | 2903  | 1491    | 1412    |

## Поселения
1. Циборы-Хшчоны
2. Циборы-Галецке
3. Циборы-Колачки
4. Циборы-Крупы
5. Циборы-Марки
6. Циборы-Витки
7. Гура-Стренкова
8. Конопки-Климки
9. Конопки-Покшивница
10. Кшево-Плебанки
11. Курпики
12. Лась-Точилово
13. Малишево-Лынки
14. Малишево-Перкусы
15. Марыльки
16. Нове-Хлебётки
17. Нове-Грабово
18. Нове-Кшево
19. Рудники
20. Старе-Хлебётки
21. Старе-Грабово
22. Старе-Кшево
23. Стренкова-Гура
24. Таргоне-Крытулы
25. Таргоне-Вельке
26. Таргоне-Виты
27. Вечорки
28. Завады
29. Завады-Борысувка
30. Завады-Колёня

## Соседние гмины
1. Гмина Кобылин-Божимы
2. Гмина Рутки
3. Гмина Тшчанне
4. Гмина Тыкоцин
5. Гмина Визна